# Andrew Vowles
Andrew Lee Isaac Vowles (né le 10 novembre 1967 à Bristol en Angleterre), aussi connu sous le pseudonyme Mushroom, est un artiste et musicien anglais. Membre du groupe Massive Attack qu'il fonde avec Grant Marshall et Robert Del Naja. 
Son pseudonyme « Mushroom » qui veut dire « champignon » lui est en référence de champignons hallucinogènes qu'il consommait et d'un jeu vidéo du même nom auquel il jouait.
À la fin des années 1980, Mushroom était membre d'un sound system de hip hop appelé The Wild Bunch dans lequel il était DJ et producteur, c'est à cette période qu'il rencontre Daddy G et 3D, eux aussi membres du sound system. Ce dernier disparaît et le trio forme le groupe Massive Attack. Il le quitte en 1999 après la sortie de l'album Mezzanine à la suite d'un désaccord concernant l'évolution du style musical du groupe et des relations tendues avec Robert Del Naja.
Vowles a entre autres produit le premier album de la chanteuse Neneh Cherry, Raw Like Sushi, en 1989 et aurait participé à l'album The Rising Tied du projet américain Fort Minor en 2005. 